# Dinobots
De Dinobots zijn een fictief ras van robots uit de Transformers-franchise. De robots in deze groep kunnen transformeren van robots naar dinosauriërs.

## Transformers: Generation One
In de Generation One verhalen waren de Dinobots een subgroep van de Autobots. Hun oorsprong varieert per incarnatie , maar ze zijn altijd veel sterker dan menig Autobot. Ze zijn ook enorm onafhankelijk en gaan vaak alleen op pad. De bekendste zijn:
- Grimlock - Tyrannosaurus rex
- Slag - Triceratops
- Sludge - Brontosaurus
- Snarl - Stegosaurus
- Swoop - Pteranodon

### Animatieserie
In de originele animatieserie werden de Dinobots gemaakt door de Autobots na studie van dinosaurusfossielen. Wheeljack kwam toen met het idee dat Autobots met de kracht van dinosauriërs een grote aanwinst voor het team zouden zijn. Kort na hun creatie sloegen de Dinobots echter op hol vanwege gebrek aan intelligentie. Later kregen ze een upgrade en konden ze met de Autobots meevechten.
De Dinobots bleken in de rest van de serie een cruciale aanwinst voor de Autobots. Wel werden de Dinobots eenmaal tegen de Autobots opgezet door Megatron.

### Strips
In de Transformers strips van Marvel Comics waren de Dinobots niet op Aarde gemaakt. In deze strips waren ze een elite team van Cybertron. Ze waren duidelijk intelligenter dan hun animatieversies. De Dinobots kwamen net als de Autobots met de Ark naar de Aarde, maar werden vroegtijdig geactiveerd. Ze namen toen de gedaante aan van Dinosauriërs.
De Dinobots verschenen eveneens in Dreamwaves versie van de Generation One strips, ditmaal met een uitgebreidere achtergrond. In deze strips waren ze oorspronkelijk ook gemaakt als een eliteteam.
De Dinobots verschenen in de tweede G. I. Joe vs the Transformers serie van Devil's Due Publishing, met wederom een andere oorsprong. In deze strip werden een aantal Transformers per ongeluk terug de tijd in gestuurd, waarna ze in het verleden de gedaante van dinosauriërs aannamen.

## Beast Wars
In de serie Beast Wars kwam een personage voor met de naam Dinobot. Er zijn geruchten dat dit een geüpgrade versie van de originele Dinobot Grimlock is. Deze Dinobot was een predacon die al in de eerste aflevering van de serie overliep naar de Maximals. Hij kon veranderen in een Velociraptor.

## Beast Machines
In de serie Beast Machines kwam ook een groep van Dinobots voor, gebaseerd op de originele Dinobot uit Beast Wars. Dit waren:
- Airraptor - Archaeopteryx
- Dinotron - Pachycephalosaurus
- Magmatron - Giganotosaurus / Elasmosaurus / Quetzalcoatlus
- Rapticon - Transmetal II Velociraptor
- Striker - Stegosaurus
- Terranotron - Transmetal Pteranodon
- Triceradon - Triceratops
- T-Wrecks - Tyrannosaurus rex

## Transformers: Energon
Er waren twee Dinobots in de speelgoedserie van Transformers: Energon. Deze Dinobots kwamen in de televisieserie zelf niet voor.

## Transformers: Age of Extinction
In Michael Bay's Transformers: Age of Extinction helpen de Dinobots (Grimlock, Strafe, Slug en Scorn) Optimus Prime in de strijd tegen de Decepticon en KSI's Autobots. Ondanks de vele publiciteit rond het feit dat de Dinobots een rol kregen in de film, was die rol eerder klein.

## Transformers: Animated
De Dinobots spelen hier ook een rol in. Ze zijn op een eiland gezet door Bulkhead en Prowl om ze te redden. De Dinobots die op het eiland zitten zijn Grimlock Snarl en Swoop.